# Devesset
Devesset est une commune française située dans le département de l'Ardèche, en région Auvergne-Rhône-Alpes.

## Géographie

### Situation et description
Adhérente à la communauté de communes Val'Eyrieux dont le siège est situé au Cheylard, la petite commune de Devesset présente un aspect essentiellement rural, à l'instar de ses voisines dans un environnement de moyenne et basses montagnes.

### Climat
Pour des articles plus généraux, voir Climat d'Auvergne-Rhône-Alpes et Climat de l'Ardèche.
En 2010, le climat de la commune est de type climat de montagne, selon une étude du CNRS s'appuyant sur une série de données couvrant la période 1971-2000. En 2020, Météo-France publie une typologie des climats de la France métropolitaine dans laquelle la commune est exposée à un climat de montagne ou de marges de montagne et est dans la région climatique Sud-est du Massif Central, caractérisée par une pluviométrie annuelle de 1 000 à 1 500 mm, minimale en été, maximale en automne.
Pour la période 1971-2000, la température annuelle moyenne est de 7 °C, avec une amplitude thermique annuelle de 15,9 °C. Le cumul annuel moyen de précipitations est de 1 163 mm, avec 10,9 jours de précipitations en janvier et 6,9 jours en juillet. Pour la période 1991-2020, la température moyenne annuelle observée sur la station météorologique de Météo-France la plus proche, « St-Agrève Rad », sur la commune de Saint-Agrève à 6 km à vol d'oiseau, est de 8,8 °C et le cumul annuel moyen de précipitations est de 1 044,3 mm,. Pour l'avenir, les paramètres climatiques de la commune estimés pour 2050 selon différents scénarios d'émission de gaz à effet de serre sont consultables sur un site dédié publié par Météo-France en novembre 2022.

### Hydrographie

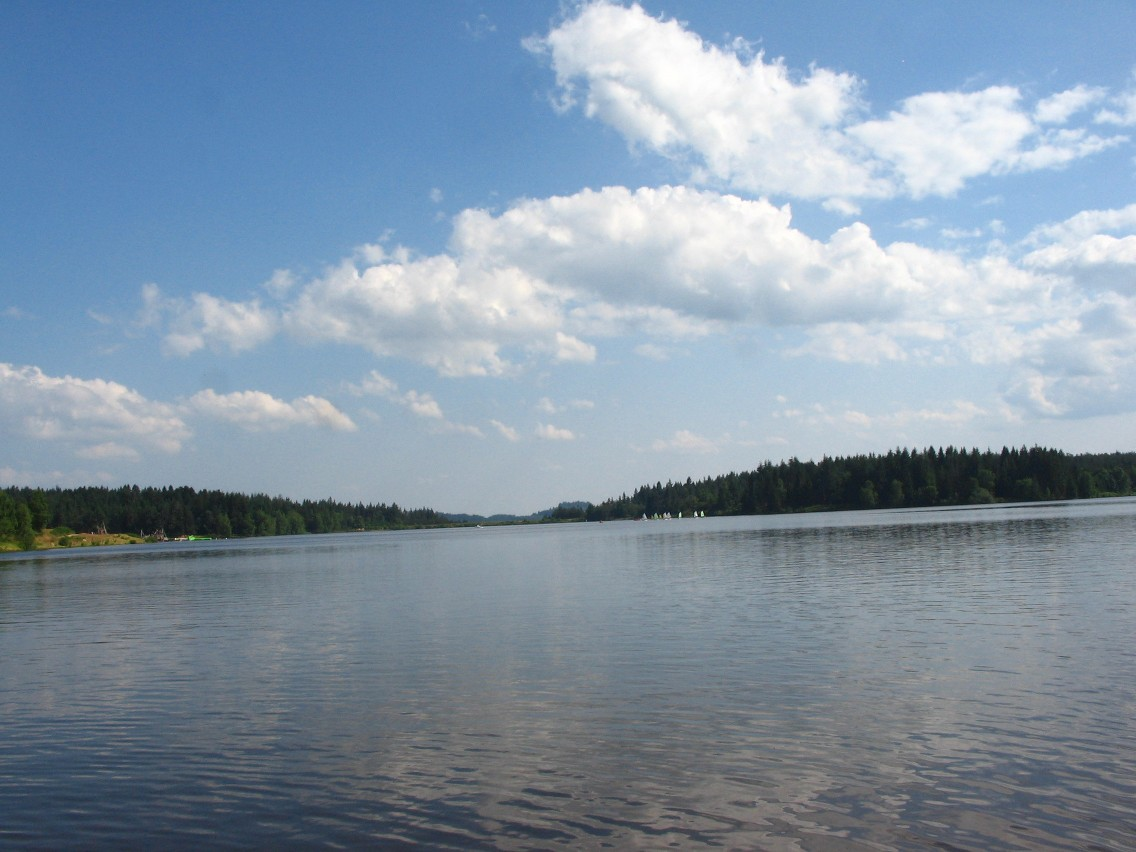
Lac de Devesset

La source de la rivière Eyrieux se situe au hameau de Maujour, au lac de Devesset, un lac de barrage d'une superficie de 51 ha.

### Voies de communication
Le territoire de la commune est situé à l'écart des grands axes routiers. La RD9, route départementale permet de relier le bourg central et le lac à la commune de Saint-Agrève et à la RD533, axe qui permet de rejoindre Lamastre et Valence dans la Drôme.

## Urbanisme

### Typologie
Au 1er janvier 2024, Devesset est catégorisée commune rurale à habitat très dispersé, selon la nouvelle grille communale de densité à 7 niveaux définie par l'Insee en 2022.
Elle est située hors unité urbaine et hors attraction des villes,.

### Occupation des sols
L'occupation des sols de la commune, telle qu'elle ressort de la base de données européenne d’occupation biophysique des sols Corine Land Cover (CLC), est marquée par l'importance des forêts et milieux semi-naturels (70,9 % en 2018), en augmentation par rapport à 1990 (68,4 %). La répartition détaillée en 2018 est la suivante : forêts (63,2 %), prairies (24,2 %), milieux à végétation arbustive et/ou herbacée (7,7 %), zones agricoles hétérogènes (3,2 %), eaux continentales (1,7 %).
L'évolution de l’occupation des sols de la commune et de ses infrastructures peut être observée sur les différentes représentations cartographiques du territoire : la carte de Cassini (XVIIIe siècle), la carte d'état-major (1820-1866) et les cartes ou photos aériennes de l'IGN pour la période actuelle (1950 à aujourd'hui).

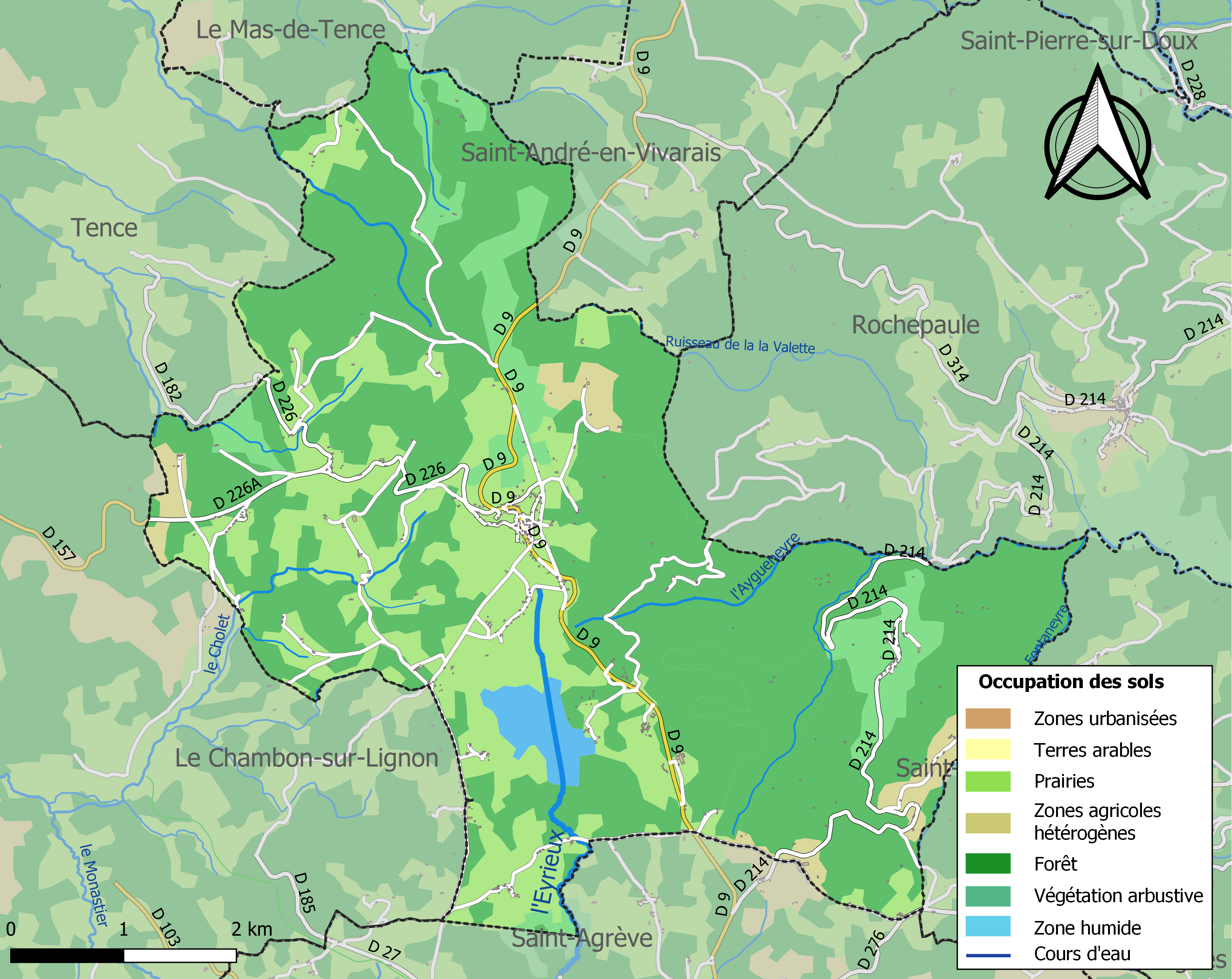
Carte des infrastructures et de l'occupation des sols de la commune en 2018 (CLC).

### Risques naturels

#### Risques sismiques
L'ensemble du territoire de la commune de Devesset est situé en zone de sismicité no 2 (sur une échelle de 5), comme la plupart des communes situées sur le plateau et la montagne ardéchoise, mais non loin de zone de sismicité no 3, située sans la partie orientale du département de l'Ardèche.
| Type de zone | Niveau           | Définitions (bâtiment à risque normal) |
| ------------ | ---------------- | -------------------------------------- |
| Zone 2       | Sismicité faible | accélération = 1,1 m/s2                |

## Histoire

### Les Hospitaliers
La commanderie de Devesset, fondée par l'ordre de l'Hôpital, date du XIIIe siècle. Au siècle suivant les biens que les Templiers possèdent aux alentours y sont rattachés à la suite du procès de l'ordre du Temple et de la dévolution de ses biens.

## Politique et administration

### Liste des maires
| Période                                  | Période                   | Identité        | Étiquette | Qualité              |
| ---------------------------------------- | ------------------------- | --------------- | --------- | -------------------- |
| Les données manquantes sont à compléter. |                           |                 |           |                      |
| avant 1988                               | ?                         | Étienne Roche   |           |                      |
| mars 2001                                | mars 2008                 | Maurice Cellier |           |                      |
| mars 2008                                | En cours (au 6 août 2020) | Étienne Roche,  | SE        | Agriculteur retraité |

## Population et société

### Démographie
L'évolution du nombre d'habitants est connue à travers les recensements de la population effectués dans la commune depuis 1793. Pour les communes de moins de 10 000 habitants, une enquête de recensement portant sur toute la population est réalisée tous les cinq ans, les populations de référence des années intermédiaires étant quant à elles estimées par interpolation ou extrapolation. Pour la commune, le premier recensement exhaustif entrant dans le cadre du nouveau dispositif a été réalisé en 2007.

En 2022, la commune comptait 306 habitants, en évolution de +4,44 % par rapport à 2016 (Ardèche : +2,48 %, France hors Mayotte : +2,11 %).
| 1793  | 1800 | 1806  | 1821  | 1831  | 1836  | 1841  | 1846  | 1851  |
| ----- | ---- | ----- | ----- | ----- | ----- | ----- | ----- | ----- |
| 1 015 | 825  | 1 091 | 1 132 | 1 157 | 1 374 | 1 412 | 1 470 | 1 566 |

| 1856  | 1861  | 1866  | 1872  | 1876  | 1881  | 1886  | 1891  | 1896  |
| ----- | ----- | ----- | ----- | ----- | ----- | ----- | ----- | ----- |
| 1 423 | 1 356 | 1 394 | 1 351 | 1 517 | 1 524 | 1 584 | 1 632 | 1 529 |

| 1901  | 1906  | 1911  | 1921  | 1926  | 1931  | 1936  | 1946 | 1954 |
| ----- | ----- | ----- | ----- | ----- | ----- | ----- | ---- | ---- |
| 1 530 | 1 537 | 1 525 | 1 270 | 1 067 | 1 066 | 1 014 | 766  | 672  |

| 1962 | 1968 | 1975 | 1982 | 1990 | 1999 | 2006 | 2007 | 2012 |
| ---- | ---- | ---- | ---- | ---- | ---- | ---- | ---- | ---- |
| 560  | 462  | 281  | 270  | 267  | 271  | 291  | 294  | 287  |

| 2017 | 2022 | - | - | - | - | - | - | - |
| ---- | ---- | - | - | - | - | - | - | - |
| 295  | 306  | - | - | - | - | - | - | - |

### Enseignement
La commune est rattachée à l'académie de Grenoble.

### Cultes

#### Culte catholique
La communauté catholique et l'église de Dessevet (propriété de la commune) sont rattachées à la paroisse Saint Agrève en Vivarais qui compte huit autres communes. Cette paroisse est, elle-même, rattachée au diocèse de Viviers.

### Médias
Deux organes de presse écrite de niveau régional sont distribués dans la commune :
- L'Hebdo de l'Ardèche, journal hebdomadaire français basé à Valence et diffusé à Privas depuis 1999. Il couvre l'actualité pour tout le département de l'Ardèche ;
- Le Dauphiné libéré, journal quotidien de la presse écrite française régionale distribué dans la plupart des départements de l'ancienne région Rhône-Alpes, notamment l'Ardèche. La commune est située dans la zone d'édition du Nord-Ardèche (Annonay - Le Cheylard).

## Culture et patrimoine

### Lieux et monuments
- La commanderie de Devesset.

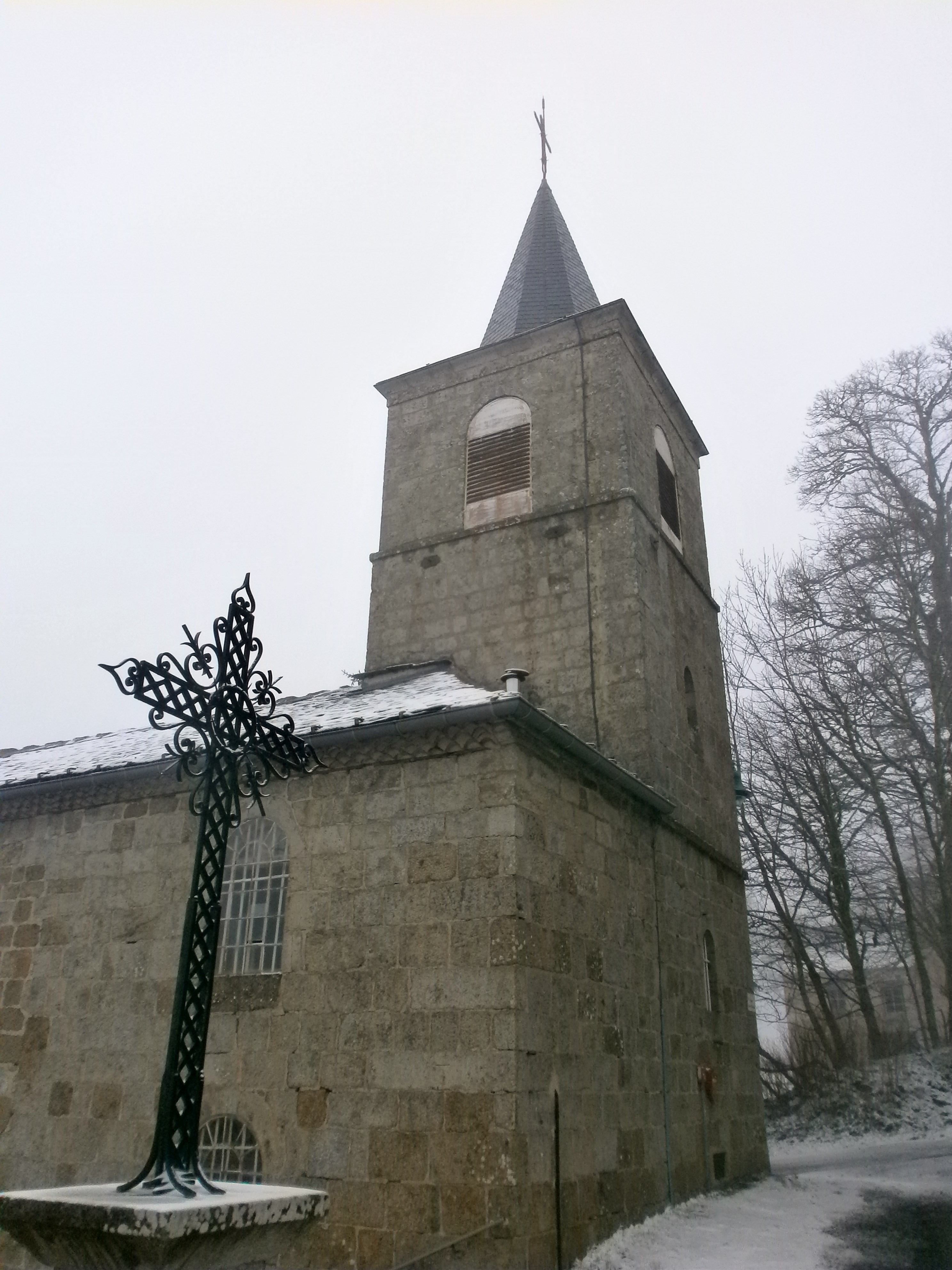
Église Saint-Jean-Baptiste de Devesset

- L'église Saint-Jean-Baptiste située au chef-lieu, lieu de culte de la  paroisse catholique « Saint-Agrève en Vivarais » [23].

- Statue oratoire de la Sainte Vierge[24].
- Ancienne église Saint-Jean-Baptiste de Devesset. Elle est inscrite à l'Inventaire général du patrimoine culturel[25].
- Temple de l'Église protestante unie de France (1844 - 1874), situé à Maujour [26].
- Le manoir du Grail dans la commune a encore conservé une poivrière. Il était la propriété en 1459 de Guilhelmin del Gralh alias de Vialeta qui rend hommage de cette terre au commandeur de Devesset. Lui succède en 1461 Petrus de Gralho alias de Planchessus. La dernière de cette famille, le 25 décembre 1621, épouse Godefroy de Bernard de Talode qui vient du Velay. Leur descendant Claude de Bernard de Talode du Grail prêtre réfractaire est guillotiné au Puy-en-Velay le 16 février 1794[27].
- Le lac de Devesset est associé au barrage éponyme. Il a été créé en 1975. Sa superficie est de 51ha. Sa profondeur maximale est de 10,5m (mesurée en 2011).

### Héraldique
|  | Devesset possède des armoiries dont l'origine et le blasonnement exact ne sont pas disponibles. |